# Lindsell
Lindsell – wieś i civil parish w Anglii, w Esseksie, w dystrykcie Uttlesford. W 2011 roku civil parish liczyła 260 mieszkańców. Posiada 29 wymienionych budynków. We wsi znajduje się kościół. W obszar civil parish wchodzą także Bustard Green i Holder Green. Lindsell jest wspomniana w Domesday Book (1086) jako Linesela/Lineseles.